# Михайлов, Поликарп Михайлович
Поликарп Михайлович Михайлов (1909—1944) — красноармеец Рабоче-крестьянской Красной Армии, участник Великой Отечественной войны, Герой Советского Союза (1944).

## Биография
Поликарп Михайлов родился 9 мая 1909 года в селе Кучук (ныне — Шелаболихинский район Алтайского края). После окончания начальной школы работал в колхозе. В 1931—1933 годах проходил службу в Рабоче-крестьянской Красной Армии. В 1941 году Михайлов повторно был призван в армию. С июля того же года — на фронтах Великой Отечественной войны.
К марту 1944 года красноармеец Поликарп Михайлов командовал расчётом миномётной роты 936-го стрелкового полка 254-й стрелковой дивизии 52-й армии 2-го Украинского фронта. Отличился во время освобождения Румынии. 28 марта 1944 года расчёт Михайлова в числе первых переправился через Прут к северу от Ясс и принял активное участие в боях за захват и удержание плацдарма. 17 апреля 1944 года в бою Михайлов лично уничтожил около 10 солдат и офицеров противника, получил ранение, но продолжал сражаться. 19 апреля 1944 года Михайлов скончался от полученных ранений.
Указом Президиума Верховного Совета СССР от 13 сентября 1944 года красноармеец Поликарп Михайлов посмертно был удостоен высокого звания Героя Советского Союза. Также был награждён орденами Ленина и Красной Звезды.